# Габријел Тард
Габријел Тард (фр. Gabriel Tarde; Сарлат, 12. март 1843 — Париз, 13. мај 1904) је био француски социолог, криминолог и социјални психолог.

## Закон имитације
Као дугогодишњи судија приметио је да одређена казнена дела постају бројнија у временским циклусима, те је закључио да је васпитање пре свега имитација и да се она протеже на све сфере друштвеног живота. Закон имитације је главни механизам, опште начело које важи за целокупно људско понашање.
Понашање је понављање, а суштина сваког понављања које има друштвени карактер је имитација. У друштвеним односима појединац усмерава пажњу на понашање других, преузима туђе замисли, вредности, погледе на свет, ставове и стил живота. Имитација, која потиче од мањине, шири се у друштву, од узора према масама, као концентрични кругови на води.
Овакав приказ ширења имитације је тачан, али је статичан. Имитација је понављање иза којег увек следи (и увек барем латентно постоји) опозиција. Имитација је, дакле, само степен општег понашања. У друштву увек постоје разни модели понашања, као што се на води може јавити већи број концентричних таласа. Модели опозиције се сучељавају, јачи потискују слабије, свака имитација интерферира с отпором (опозицијом) појединаца слободног духа који одбијају туђе и настоје наметнути сопствене обрасце понашања. Адаптација је резултат интерференције имитације и опозиције. Адаптација у себи садржи синтезу ранијих понашања, а сама није ништа друго него почетак једне нове имитације која ће поново наићи на опозицију — и круг је тада поново затворен, овај пут на вишем нивоу.
Адаптација је инвенција, срећна интерференција двеју имитација, која се јавља у једном уму. Даље се инвенција шири сталном имитацијом и постаје све сложенија. За инвенцију су потребне две претпоставке: надареност (која је биолошки одређена) и друштвени услови који охрабрују инвентивност, а у ствари изражавају пожељност самосталног и оригиналног размишљања (опозицију).
Тард разликује три типа имитације:
1. Имитација као обичај или мода — код обичаја је нагласак на дуготрајном понављању понашања, док је код моде нагласак на новом и егзотичном. У политичком смислу, обичај представља конзервативизам, а мода — либерализам. Мода као облик имитације привидно изједначава ниже и више класе у друштву, стварајући незадовољство које је резултат повишеног нивоа аспирација нижих класа.
2. Имитација као симпатија или послушност — Тард признаје постојање спољних друштвених фактора који утичу на процес имитације. Разлика између тих двеју врста имитација је ноторна: имитирање облачења и стила филмских звезда би била симпатија, а облачење на један посебан начин може бити и одраз скупе цене робе, што би била послушност.
3. Имитација као слободна и као наивна — слободна имитација је резултат промишљеног односа према друштвеној околини, она је резултат логике ситуације, док је наивна имитација слепо опонашање узора у средини у којој је такво понашање нелогично: ако је особа панкер у Лондону, онда је то реакција на друштвене околности и представља промишљену логику ситуације, али ако је особа панкер у Африци, онда је то непромишљена, слепа, односно наивна имитација.

Редослед имитација, опозиција и адаптација подсећа на Хегелову тријаду теза, антитеза и синтеза. Тард је био велики поборник Хегелове филозофије, а сам себе је сматрао социјалним филозофом који опште законе развоја људског друштва треба да трансформише у науку о друштву. Најбољи пример његовог методолошког става је спор с Диркемом о питању узрока криминалитета. Диркем је сматрао да је злочин производ друштва и да се ради о неизбежним одступањима од друштвених норми.
Тард је заступао становиште да криминалац није ни изричито плод друштва (као код Диркема), нити изричито плод његове специфичне генетске структуре (као ког Ломброза), већ је истина негде између — на биолошке датости се надовезују друштвени утицаји. Злочинац је појединац под утицајем друштва које имитира. Друштво се не може разумети другачије, него анализом особина појединца, а друштво није ништа друго него збир појединаца који делују један на другога. Његова теорија припада оним социјалним теоријама које називамо индивидуално-психолошким схватањима, теоријама које примат дају анализи појединца, а друштво је схваћено као метафизичка конструкција која не постоји изван повезаности појединих њених елемената.